# Zgromadzenie Narodowe (Japonia)
Zgromadzenie Narodowe (jap. 国会 Kokkai) – dwuizbowy parlament, najwyższy organ przedstawicielski i zasadniczy organ władzy ustawodawczej w Japonii.
Jego dwie izby to:

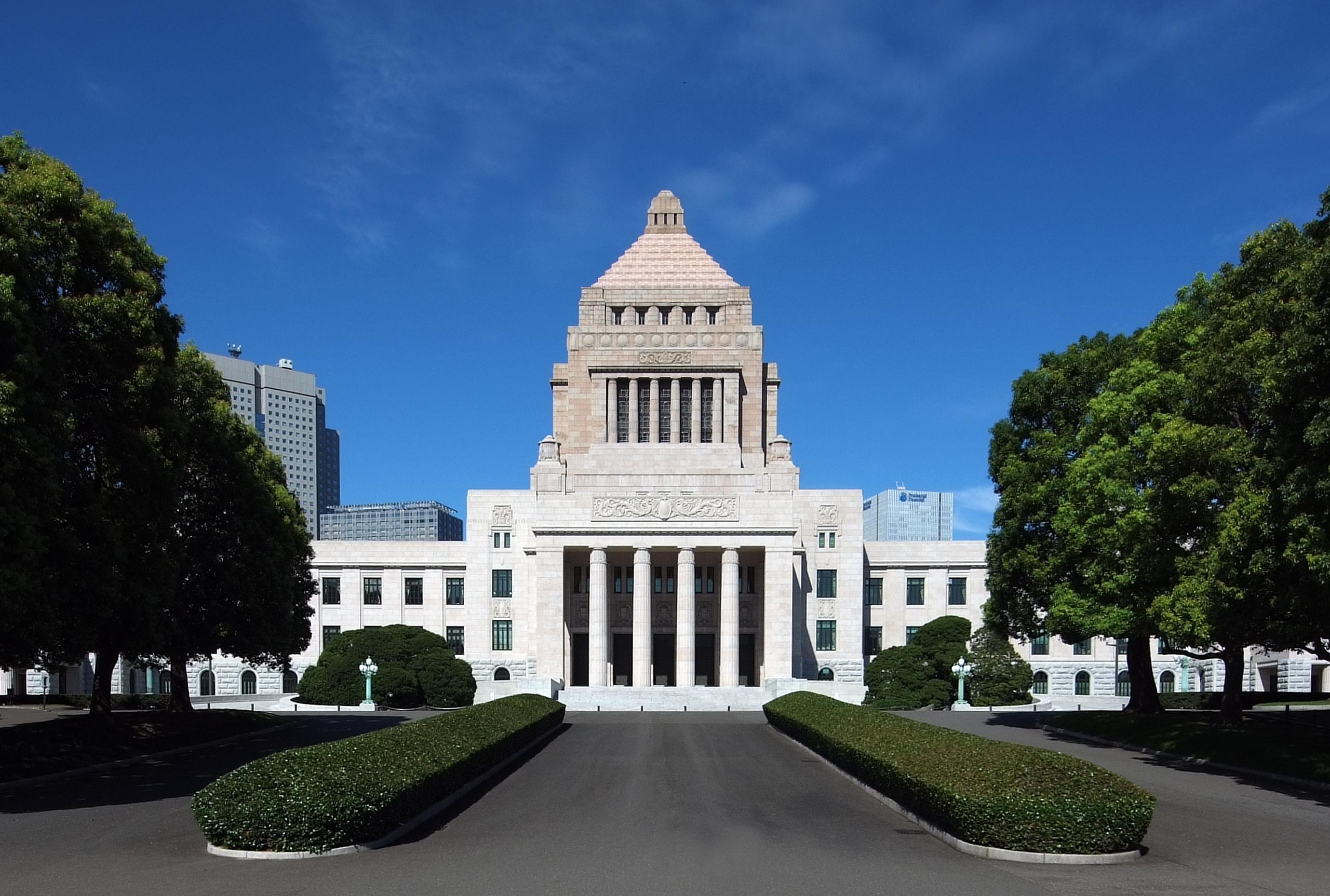
Budynek Zgromadzenia Narodowego, dzielnica Chiyoda, Tokio,

- Izba Reprezentantów – liczy 465 reprezentantów[1][2]
- Izba Radców – izba wyższa, liczy 245 radców[3]

Izba niższa może być rozwiązana przez cesarza „za radą i aprobatą rządu” (art. 7 Konstytucji), wyższa – nie.